# Quinnen Williams
Quinnen Williams (* 21. Dezember 1997 in Birmingham, Alabama) ist ein US-amerikanischer American-Football-Spieler auf der Position des Defensive Ends. Williams spielt in der National Football League (NFL) für die New York Jets. Vorher hatte er College Football für die University of Alabama gespielt.

## College
Williams war drei Jahre an der University of Alabama und dort für die Alabama Crimson Tide aktiv, sein erstes Jahr spielte Williams allerdings kein Football, weil er als Redshirt aussetzte. In seinem ersten aktiven Collegejahr als Footballspieler erzielte Williams 20 Tackles und 2 Sacks. Williams konnte mit Alabama das CFP National Championship Game 2017, das wichtigste Spiel im College Football, gegen die University of Georgia gewinnen. Seinen Durchbruch schaffte Williams in seinem zweiten und letzten Jahr (2018) als aktiver Spieler in Alabama. Williams konnte mit 71 Tackles und 19,5 Sacks überzeugen. Neben dem persönlichen Erfolg konnte Williams auch mit seinem Team überzeugen, Alabama konnte die Meisterschaft der Southeastern Conference gegen Georgia mit 35:28 gewinnen. Außerdem kam er erneut mit seinem Team ins Finale des wichtigsten Spiels der NCAA, dieses Mal unterlag man allerdings der Clemson University deutlich mit 44:16.

## NFL
Beim NFL Draft 2019 wurde Williams an der 3. Stelle von den New York Jets gedraftet. Sein älterer Bruder Quincy Williams spielt derzeit ebenfalls bei den New York Jets. 
Am 13. Juli 2023 einigte Williams sich mit den Jets auf einen neuen Vierjahresvertrag über 96 Millionen Dollar, davon sind 66 Millionen garantiert.